# Ralph Koltai
Ralph Koltai (Berlino, 31 luglio 1924 – Châtellerault, 15 dicembre 2018) è stato uno scenografo tedesco naturalizzato britannico.

## Biografia
Nato in una famiglia di ebrei ungaro-tedeschi a Berlino, fuggì in Gran Bretagna dalla Germania nazista su un Kindertransport durante l'adolescenza. Lavorò come traduttore durante i processi di Norimberga ed investigò crimini di guerra nazisti come membro dell'Intelligence Corps fino alla fine del servizio militare nel 1948. Tornato in Inghilterra, studiò alla Central Saint Martins fino al 1951 e, dopo aver conseguito la laurea, iniziò a lavorare come scenografo per l'English National Opera, la Royal Opera House e il Ballet Rambert. 
Il suo approccio alla scenografia era influenzato dal teatro di Bertolt Brecht e Vsevolod Ėmil'evič Mejerchol'd, ma sviluppò uno stile unico e innovativo, approcciando ogni dramma a cui lavorava come un pittore farebbe con un'opera d'arte. Nel 1962 iniziò un proficuo sodalizio artistico con la Royal Shakespeare Company destinato a durare quasi trent'anni. La sua prima collaborazione con la compagnia fu con Il cerchio di gesso del Caucaso e nel 1963 fecero scalpore le sue scenografie per Il Vicario, in cartellone all'Aldwych Theatre, in cui lo studio privato di Pio XII era progettato come una camera a gas.
Fu con la Royal Shakespeare Company che esordì a Broadway nel 1974 e dieci anni più tardi le sue scenografie di Molto rumore per nulla gli valsero una candidatura al Tony Award. Nell'arco di quasi trent'anni curò una mezza dozzina di scenografie per opere di prosa e musical a Broadway, concludendo il suo periodo newyorchese con un allestimento di My Fair Lady nel 1993, ispirato all'opera di René Magritte. Nel 1984 gli fu conferito il titolo di Royal Designers for Industry dalla Royal Society of Arts.